# Peter Davenport
Peter Davenport (Birkenhead, 24 marzo 1961) è un allenatore di calcio ed ex calciatore inglese, di ruolo centrocampista.

## Carriera

### Giocatore

#### Club
Inizia la carriera nei dilettanti del Cammell Laird, da cui il Nottingham Forest lo acquista nel 1982. Nella stagione 1982-1983 Davenport esordisce quindi nella massima serie inglese con il Forest, con cui ottiene il quinto posto in classifica (e, quindi, la qualificazione alla successiva edizione della Coppa UEFA). Nella stagione 1983-1984 è il miglior marcatore stagionale della sua squadra, che si classifica terza in campionato ed arriva fino alla semifinale di Coppa UEFA, persa con un punteggio complessivo di 3-2 fra andata e ritorno con i belgi dell'Anderlecht. Nella stagione 1984-1985 Davenport è nuovamente il miglior marcatore stagionale del Forest, che oltre ad essere eliminato dal Bruges nei trentaduesimi di finale di Coppa UEFA si classifica al nono posto in campionato. La stagione 1985-1986 si conclude con un altro piazzamento a metà classifica (precisamente un ottavo posto), a seguito del quale Davenport viene ceduto al Manchester United, lasciando così Nottingham dopo aver segnato 54 gol in 118 partite di campionato col Forest.
Con lo United nella stagione 1986-1987 ottiene un undicesimo posto in classifica, mentre nella stagione 1987-1988 i Red Devils si piazzano al secondo posto, qualificandosi così alla Coppa UEFA. Inizia la stagione 1988-1989 allo United, che nel novembre del 1988 lo cede al neopromosso Mmidlesbrough per 750000 sterline. Nell'arco del biennio a Manchester Davenport realizza in tutto 22 reti in 92 partite in campionato A Middlesbrough Davenport gioca per la seconda parte della stagione 1988-1989, terminata al terzultimo posto in classifica e, quindi, con la retrocessione in seconda serie; Davenport nell'annata segna 4 reti in 24 presenze. Nella stagione 1989-1990 milita quindi per la prima volta in carriera nella seconda serie inglese, nella quale i biancorossi arrivano quartultimi, evitando per due punti la retrocessione in terza serie. Sempre in questa stagione Davenport gioca la finale della Full Members Cup, persa contro il Chelsea. Nell'arco delle due stagioni a Middlesbrough realizza in totale 7 reti in 59 incontri di campionato (24 e 4 reti in massima serie, 25 e 3 reti in seconda serie).
Nel 1990 lascia il Middlesbrough per accasarsi al Sunderland, club neopromosso in massima serie; nella stagione 1990-1991 gioca il suo ultimo campionato in questa categoria, chiudendolo con una retrocessione; nella stagione 1991-1992 gioca invece in seconda serie, raggiungendo inoltre la finale di FA Cup. Gioca in seconda serie anche nella stagione 1992-1993, per poi trasferirsi all'Airdrieonians, club neoretrocesso nella seconda divisione scozzese. Qui segna 8 reti in 38 presenze, mentre l'anno seguente veste la maglia del St. Johnstone, con cui realizza (sempre nella medesima categoria) 5 reti in 22 incontri; inizia poi la stagione 1995-1996 segnando una rete in 5 incontri nella terza divisione inglese con lo Stockport County, prima di trasferirsi al Southport con cui gioca per due anni a livello dilettantistico, segnando 18 reti in 58 incontri nell'arco di una stagione e mezza.
Dal 1997 al 2000 ha militato nel Macclesfield Town, ottenendo prima una promozione dalla quarta alla terza serie inglese (nella stagione 1997-1998) e poi un'immediata retrocessione in quarta serie l'anno seguente; nell'arco dei suoi tre anni e mezzo in squadra ha segnato in tutto 7 reti in 20 presenze in partite di campionato. Nel 2001 ha giocato 2 partite nei dilettanti del Congleton Town, nell'ottava serie inglese. Dal 2001 al 2004 ha invece giocato in tutto 8 partite nella massima serie gallese con il Bangor City.

#### Nazionale
Il 26 marzo 1985 ha esordito in nazionale, giocando in una partita amichevole vinta per 2-1 contro l'Irlanda.

### Allenatore
Dal gennaio al dicembre del 2000 è stato sia giocatore che allenatore del Macclesfield Town, nella quarta serie inglese.
Dal 2001 al 2005 ha allenato il Bangor City, club della massima serie gallese; nel corso dei primi tre anni oltre ad allenare la squadra ricopriva anche il ruolo di calciatore. In quattro stagioni ha ottenuto tre qualificazioni alla Coppa UEFA; si è dimesso dall'incarico nel dicembre del 2005.
Dal 24 maggio 2006 al 15 gennaio 2007 ha allenato il Colwyn Bay, in Northern premier League Division One, l'ottavo livello del calcio inglese. Successivamente ha allenato il Southport, in sesta serie, mentre dal maggio al dicembre del 2010 è stato allenatore in seconda del Bradford Park Avenue, squadra dilettantistica inglese.

## Palmarès

### Giocatore

#### Competizioni regionali
- Cheshire Senior Cup: 1

Macclesfield Town: 2000